# 到刮风的城市去
《到颳風的城市去》，是日本摇滚樂團ZARD的第21張單曲。1997年7月2日發行。

## 簡介
單曲裏的A面和B面都被收錄到第8張原創專輯《永遠》當中，是ZARD自第2張單曲《不可思議呀...》以來首例。
單曲A面和B面分別由織田哲郎和栗林誠一郎擔任，是ZARD的單曲中最後一次以這個組合模式發行。
發行首週在Oricon公信榜排名第3位，終結了《別認輸》以來，連續15張單曲排在週榜頭2名的紀錄。最終銷量28萬張。

## 收錄曲
1. 到颳風的城市去（風が通り抜ける街へ）
作詞：坂井泉水
作曲：織田哲郎
編曲：德永曉人
  - 首次由德永曉人擔任編曲的單曲A面歌曲，和聲歌手由村上恭太郎擔任。
  - 被用作「'97 Summer JRA」的大會歌曲（《Music Freak Magazine Vol37》裏記載）。
2. 細數遙遠的星星 （遠い星を数えて）
作詞：坂井泉水
作曲：栗林誠一郎
編曲：德永曉人
  - 歌名靈感來自岩館真理子的同名漫畫作品[2]。
  - 德永曉人為此曲編曲的試聽帶直接被使用[3]。
  - 和聲歌手由YOKO.Black Stone，大田紳一郎擔任。
3. 到颳風的城市去（Original Karaoke）
作詞：坂井泉水
作曲：織田哲郎
編曲：德永曉人
  - 和聲部分的「I love you」和「I need you」是坂井泉水本人的聲音。
4. 細數遙遠的星星（Original Karaoke）
作詞：坂井泉水
作曲：栗林誠一郎
編曲：德永曉人